# Samtgemeinde Brome
Samtgemeinde Brome is een Samtgemeinde in het Landkreis Gifhorn, in de Duitse deelstaat Nedersaksen De Samtgemeinde heeft een oppervlakte van 203,87 km² en een inwoneraantal van 15.447 (gegevens 31 mei 2005).

## Structuur van het Samtgemeinde Brome
De volgende gemeenten en dorpen liggen in het district:
| Gemeente              | Inwoners (31 december 2003) | Oppervlakte (in km²) | Bevolkingsdichtheid (inw./km²) | Dorpen                                       |
| --------------------- | --------------------------- | -------------------- | ------------------------------ | -------------------------------------------- |
| Gemeente Bergfeld     | 952                         | 10,6                 | 90                             | Bergfeld                                     |
| Gemeente Brome        | 3 397                       | 36,66                | 93                             | Altendorf, Benitz, Brome, Wiswedel, Zicherie |
| Gemeente Ehra-Lessien | 1 629                       | 56,08                | 29                             | Ehra, Lessien                                |
| Gemeente Parsau       | 1 946                       | 29,33                | 66                             | Ahnebeck, Croya, Parsau, Kaiserwinkel        |
| Gemeente Rühen        | 4 672                       | 30,89                | 151                            | Brechtdorf, Eischot, Rühen                   |
| Gemeente Tiddische    | 1 268                       | 16,78                | 76                             | Hoitlingen, Tiddische                        |
| Gemeente Tülau        | 1 471                       | 23,53                | 63                             | Tülau-Fahrenholz, Voitze                     |